# The Market for “Lemons”

The Market for “Lemons” : Quality Uncertainty and the Market Mechanism est un article de théorie économique de George Akerlof écrit en 1970 établissant les bases de la théorie de la sélection adverse.

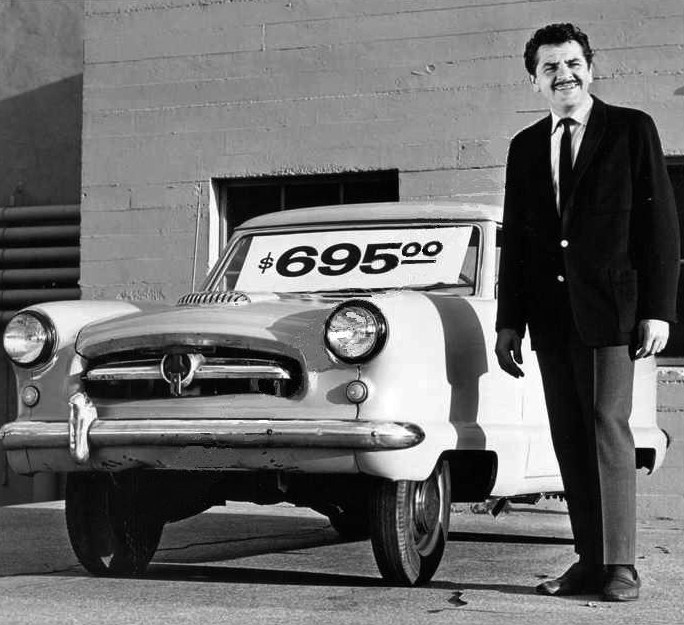
Marché des voitures d'occasion

L'apport essentiel de cet article est de démontrer comment une asymétrie d'information en faveur du vendeur d'un bien, en l'occurrence le vendeur en sait plus que l'acheteur sur la qualité du bien qu'il vend, peut conduire à la réduction du nombre de transactions ou à la disparition du marché, même dans des conditions par ailleurs concurrentielles. Une force de cette contribution est de montrer comment ce type de phénomènes peut se produire dans un cadre analytique très simple.
Professeur à l'université de Californie à Berkeley, Akerlof a été récompensé en 2001 par le « prix Nobel d'économie » en compagnie de Michael Spence et Joseph Stiglitz pour ses recherches sur l'asymétrie d'information dont cet article est un des points de départ.

## Principe et intuition
L'article décrit le marché d'occasion des automobiles. Parmi ces voitures, certaines sont en bon état, et d'autres comportent des défauts cachés, plus ou moins graves, connus du vendeur mais que l'acheteur ne peut découvrir avant d'avoir acheté le véhicule. Ces voitures comportant des défauts cachés sont désignées en argot américain par le terme de "lemons", qu'on retrouve dans le titre de l'article.
Ce marché ne fonctionne ainsi pas dans des conditions de concurrence pure et parfaite : le grand nombre d'agents de part et d'autre assure l'atomicité, mais les biens échangés sont hétérogènes (les voitures sont de qualités différentes) et il existe une asymétrie d'information entre vendeurs et acheteurs.
Dans ce marché, les vendeurs qui savent que leur voiture est en bon état veulent en tirer un prix correspondant à la qualité de leur véhicule, tandis que les vendeurs d'automobiles défectueuses sont prêts à les vendre à un prix faible. De leur côté, les acheteurs savent qu'ils n'ont pas la possibilité de distinguer entre une bonne voiture et une guimbarde. Face à un vendeur, qui peut être de bonne foi aussi bien qu'un vendeur de guimbarde qui ment, un acheteur sera prêt à payer un prix inférieur à celui d'un bon véhicule, puisqu'il sait qu'il risque de tomber sur une voiture de mauvaise qualité. Sachant cela, le vendeur d'une bonne voiture qui ne veut pas vendre son véhicule à moins que sa valeur refuse toujours l'offre qui lui est faite. De ce fait ne restent sur le marché que les guimbardes (les seules vendues à un prix suffisamment faible pour des acheteurs méfiants), et les bonnes voitures d'occasion ne trouvent pas preneur.
Le nœud du modèle est que les vendeurs de guimbardes peuvent toujours se faire passer pour des vendeurs de bons véhicules aux yeux des acheteurs. Étant incapables de distinguer l'un de l'autre, ces derniers revoient à la baisse ce qu'ils sont prêts à payer, conduisant à l'éviction des bons vendeurs.

## Modèle formel
Soit q l'indice de qualité des voitures d'occasion, où q est une variable aléatoire distribuée uniformément sur l'intervalle {\displaystyle [0,1]}. La qualité moyenne d'une voiture est alors l'espérance mathématique de q, soit 1/2.
Le marché est composé d'un grand nombre d'acheteurs et de vendeurs. Les premiers ont un prix de réserve égal à (3/2)q pour un véhicule de qualité q, tandis que les vendeurs veulent retirer au moins q de leur voiture. On suppose que les acheteurs sont neutres au risque, c'est-à-dire que dans l'ignorance de la qualité du véhicule qu'ils ont en face d'eux, ils l'évaluent à l'espérance de sa qualité, et sont donc prêts à payer 3/2*1/2=3/4.
Si la qualité de chaque véhicule était observable, chaque vendeur pourrait vendre son véhicule à un prix au moins q (puisqu'il existe des acheteurs prêts à payer 3/2q), et chaque voiture serait vendue à un prix entre q et 3/2q.
Si la qualité des voitures n'est pas observable par les acheteurs, alors tout acheteur est prêt à payer 3/4 pour n'importe quel véhicule. Dans ce cas, les détenteurs de véhicules de qualité supérieure à 3/4 ne trouvent pas preneur et quittent le marché. La qualité des véhicules restant est alors comprise entre 0 et 3/4, avec une espérance de qualité de 3/8. Sachant cela, les acheteurs ne sont prêts à payer que 3/2*3/8=9/16, provoquant la sortie des vendeurs de voitures dont la qualité est supérieure à 9/16. En répétant le raisonnement, on déduit qu'il ne reste finalement sur le marché que les véhicules de qualité 0, qui se vendent à un prix nul.

## Réception
L'accueil initial de l'article fut peu enthousiaste. Il fut d'abord rejeté par l'American Economic Review puis par The Review of Economic Studies, qui le considérèrent comme démontrant un résultat trivial. Le Journal of Political Economy le rejeta également en disant que si l'article était correct, aucun marché pour aucun bien ne devrait exister. Il fut finalement accepté par le Quarterly Journal of Economics. Aujourd'hui, cet article est un des plus cités dans la théorie économique moderne, avec plus de 53 000 citations dans des articles de recherche selon Google Scholar.